# Карсон (тауншип, Миннесота)
Карсон (англ. Carson) — тауншип в округе Коттонвуд, Миннесота, США. На 2000 год его население составило 311 человек.

## География
По данным Бюро переписи населения США площадь тауншипа составляет 92,9 км², из которых 91,2 км² занимает суша, а 1,7 км² — вода (1,78 %).

## Демография
По данным переписи населения 2000 года здесь находились 311 человек, 116 домохозяйств и 93 семьи. Плотность населения — 3,4 чел./км². На территории тауншипа расположено 125 построек со средней плотностью 1,4 построек на один квадратный километр. Расовый состав населения: 97,43 % белых, 2,25 % азиатов и 0,32 % приходится на две или более других рас. Испанцы или латиноамериканцы любой расы составляли 0,32 % от популяции тауншипа.
Из 116 домохозяйств в 31,9 % воспитывались дети до 18 лет, в 74,1 % проживали супружеские пары, в 2,6 % проживали незамужние женщины и в 19,8 % домохозяйств проживали несемейные люди. 17,2 % домохозяйств состояли из одного человека, при том 6,0 % из — одиноких пожилых людей старше 65 лет. Средний размер домохозяйства — 2,68, а семьи — 3,04 человека.
25,4 % населения — младше 18 лет, 8,0 % — в возрасте от 18 до 24 лет, 23,8 % — от 25 до 44, 27,0 % — от 45 до 64, и 15,8 % — старше 65 лет. Средний возраст — 41 год. На каждые 100 женщин приходилось 116,0 мужчин. На каждые 100 женщин старше 18 приходилось 116,8 мужчин.
Средний годовой доход домохозяйства составлял 38 250 долларов, а средний годовой доход семьи — 41 042 доллара. Средний доход мужчин — 31 250 долларов, в то время как у женщин — 17 750. Доход на душу населения составил 14 597 долларов. За чертой бедности находились 5,7 % семей и 6,2 % всего населения тауншипа, из которых 7,5 % младше 18 и 7,0 % старше 65 лет.